# Славянский союз
«Славя́нский сою́з» (СС) — неонацистская организация в России, существовавшая в 1999—2010 годах, далее преобразованная в движение «Славянская сила». Заявленной целью являлось создание государства во главе с титульной русской нацией и с правом национального самоопределения русского народа. Запрещена на территории России как «экстремистская».

## История
Осенью 2000 года в руководстве «Русского национального единства» произошёл конфликт, в результате которого 21 сентября 2000 года на закрытом пленуме командиров шестнадцати региональных отделений, было объявлено об исключении из рядов «Русского национального единства» основателя и руководителя движения Александра Баркашова. В октябре того же года на базе московского и ставропольского отделения «Русского национального единства» было создано умеренное патриотическое движение «Русское Возрождение» О. Кассина. Обособился от «Русского национального единства» и Дмитрий Дёмушкин основавший своё движение «Славянский союз».
Генеральная прокуратура Российской Федерации относит «Славянский союз» к «наиболее активным экстремистским объединениям» России наравне с организациями: «Национал-социалистическое общество», «Движение против нелегальной иммиграции», «Северное братство».
Движение образовалось в сентябре 1999 года. Лидером Славянского союза являлся Дмитрий Дёмушкин.
Славянский союз симпатизировал немецкому национал-социализму, хотя и не афишировал этого.
В движении состоял Вячеслав Дацик.
27 апреля 2010 года Московский городской суд признал межрегиональное общественное движение «Славянский союз» экстремистским. Этим постановлением его деятельность запрещена на всей территории России. 29 июня 2010 года Верховный суд России оставил в силе решение Московского городского суда о запрете движения. В тот же день Дёмушкин заявил о самороспуске организации.
После запрета СС в России его подразделения, по некоторым сведениям, продолжили действовать в ряде других стран. В РФ на основе Союза было создано объединение «Славянская сила», которое, по утверждениям Дёмушкина, стало правопреемником запрещённой организации.
В рамках уголовного дела, открытого в отношении Дёмушкина в 2011 году, Следственный Комитет заявлял, что «деятельность общественного объединения „Славянский союз“, несмотря на признание его в установленном порядке экстремистской организацией, до настоящего времени фактически не прекращена. Напротив, в целях избежания уголовной ответственности объединение было переименовано и стало называться „Славянская сила“».
В марте 2014 года мировой суд Останкинского района Москвы признал Дёмушкина виновным в организации экстремистского сообщества — «Славянской силы» как наследницы Союза. В приговоре говорилось, что «Несмотря на формальное изменение названия организации, граждане ассоциировали „Славянскую силу“ с запрещённой организацией „Славянский союз“». Назначенный штраф в 200 тысяч рублей был отменён в связи с истечением срока давности.
В апреле 2011 года лидер «Движения против нелегальной иммиграции» Александр Поткин, вскоре после запрета ДПНИ, заявлял о желании объединиться со «Славянской силой». 3 мая 2011 года Дёмушкин, совместно с Поткиным, выступил основателем новой националистической организации «Русские».
Несмотря на роспуск, по состоянию на сентябрь 2012 год «Славянский союз» числился среди членов «Всемирного союза национал-социалистов».